# Liste der Stolpersteine in Heide
In der Liste der Stolpersteine in Heide werden die vorhandenen Gedenksteine aufgeführt, die im Rahmen des Projektes Stolpersteine des Künstlers Gunter Demnig bisher in Heide verlegt worden sind.

## Verlegte Stolpersteine
| Adresse                            | Name                  | Inschrift | Verlegedatum  | Bild                                                       | Anmerkung                                                                                |
| ---------------------------------- | --------------------- | --- | ------------- | ---------------------------------------------------------- | ---------------------------------------------------------------------------------------- |
| Friedrichstraße 4 (Standort)       | Dagobert Stillschweig | Hier wohnte Dagobert David Stillschweig Jg. 1896 Flucht 1939 Frankreich deportiert 1943 Auschwitz ermordet 11.2.1943 | 21. Aug. 2005 | Stolperstein Heide Friedrichstraße 4 David Stillschweig    | geboren am 2. Februar 1896 in Lübeck                                                     |
| Friedrichstraße 4 (Standort)       | Frieda Alexander      | Hier wohnte Frieda Alexander geb. Stillschweig Jg. 1891 deportiert 1943 ermordet in Auschwitz                        | 21. Aug. 2005 | Stolperstein Heide Friedrichstraße 4 Frieda Alexander      | geboren am 17. Januar 1891 in Heide                                                      |
| Friedrichstraße 4 (Standort)       | Martha Stillschweig   | Hier wohnte Martha Stillschweig Jg. 1906 deportiert 1943 ermordet in Auschwitz                                       | 21. Aug. 2005 | Stolperstein Heide Friedrichstraße 4 Martha Stillschweig   | geboren am 31. Mai 1906 in Heide                                                         |
| Friedrichstraße 4 (Standort)       | Gertrude Stillschweig | Hier wohnte Gertrude Stillschweig Jg. 1907 deportiert 1943 ermordet in Auschwitz                                     | 21. Aug. 2005 | Stolperstein Heide Friedrichstraße 4 Gertrude Stillschweig | geboren am 24. Mai 1907 in Heide                                                         |
| Klaus-Groth-Straße 18 (Standort)   | Lilly Wolff           | Hier lehrte von 1918-1929 Lilly Wolff Jg. 1896 Berufsverbot 1935 deportiert 1942 ermordet 1942 in Riga               | 10. Okt. 2006 | Stolperstein Heide Klaus-Groth-Straße 20 Lilly Wolff       | geboren am 16. Juni 1896 in Berlin Ein weiterer Stolperstein befindet sich in Flensburg. |
| Kreuzstraße 51 (Standort)          | Emil Schmekel         | Hier wohnte Emil Schmekel Jg. 1888 verhaftet 1944 KZ Neuengamme ermordet 22.11.1944 KZ Bergen-Belsen                 | 10. Okt. 2006 | Stolperstein Heide Kreuzstraße 51-53 Emil Schmekel         |                                                                                          |
| Wulf-Isebrand-Platz 1-3 (Standort) | Erich Böhlig          | Hier arbeitete Erich Böhlig Jg. 1885 verhaftet 1944 KZ Neuengamme tot 3.5.1945 auf der ‘Cap Arcona‘                  | 10. Okt. 2006 | Stolperstein Heide Wulf-Isebrand-Platz 1-3 Erich Böhlig    |                                                                                          |